# Silverlake Life: The View from Here
Silverlake Life: The View from Here é um documentário de 1993 dos realizadores Peter Friedman (não do ator com o mesmo nome) e Tom Joslin. Filmado com uma câmera de vídeo portátil, o filme documenta os últimos meses de um relacionamento entre dois gays: Tom Joslin (29 de novembro de 1946 - 1 de julho de 1990) e o seu parceiro, Mark Massi (21 de julho de 1948 - 6 de agosto de 1991), enquanto ambos lutam contra a SIDA. O filme apresenta de forma realista as mudanças radicais na vida de Tom e Mark provocadas pela SIDA, em que as simples tarefas diárias se transformam em complexos desafios, até ao último dia da vida de Tom. Este retrato franco e realista permite ao público colocar-se na pele de uma pessoa afetada pelo VIH, o vírus da imunodeficiência humana.
O filme ganhou vários prémios incluindo o Prémio Peabody de 1994 e partilhou o Grande Prémio do Júri no Festival de Cinema de Sundance de 1993 com o filme Filhos do Destino: Vida e Morte em uma Família Siciliana.